# Hymenaea protera
Hymenaea protera es un árbol extinto de la familia leguminosa, y el probable antecesor de las  especies de Hymenaea actuales. La mayoría del ámbar neotrópico está formado por resina de este árbol, incluyendo el ámbar dominicano.
H. protera creció alguna vez en un área extensa desde el sur de México, las Grandes Antillas, en América del Sur, y en el continente africano. Estudios morfológicos y genéticos han revelado que H. protera está más relacionada con las especies de Hymenaea que aún quedan en el este de África que con las más numerosas especies presentes en América.